# روب تيري
روب تيري (بالإنجليزية: Rob Terry)‏ هو مصارع محترف بريطاني، ولد في 17 يناير 1984 في سوانزي في المملكة المتحدة.

## وصلات خارجية
- روب تيري على موقع CageMatch worker (الإنجليزية)
- روب تيري على موقع عالم المصارعة على الإنترنت (الإنجليزية)
- روب تيري على موقع عالم المصارعة على الإنترنت (الإنجليزية)

- روب تيري على موقع IMDb (الإنجليزية)
- روب تيري على موقع قاعدة بيانات الفيلم (الإنجليزية)